# Giorgio Catti
Giorgio Catti (Torino, 28 ottobre 1925 – Porte di Cumiana, 30 dicembre 1944) è stato un partigiano italiano.

## Biografia
Giorgio Catti nacque a Torino e si iscrisse all'Azione Cattolica.
Dopo l'Armistizio di Cassibile cominciò a svolgere attività antifascista all'Università e al Politecnico della sua città. Operava nella zona di Cumiana, dove organizzava i soldati sbandati; aveva il nome di battaglia "Bossi" ed entrò nella Divisione autonoma Val Chisone. Durante i rastrellamenti del 1944, si nascose presso la Cascina Richetta, a Porte di Cumiana insieme a Gianni Daghero "Lupo" e Michele Levrino. Giunse sul posto una compagnia di paracadutisti della "Folgore", che diede alle fiamme il rifugio. I tre, usciti per sottrarsi al fuoco, furono uccisi a raffiche di mitra.
Un suo fratello, Piero, anche lui partigiano, sposò nell'ottobre 1947 Maria Romana De Gasperi, figlia di Alcide.

## Riconoscimenti
A suo nome sono intitolati:
- Una via di Torino.
- Un Centro studi.
- Un "Fondo" di documenti sulla Resistenza, conservato nell'Archivio dell'Arcivescovado di Torino.